# Mason City (Illinois)
Pour les articles homonymes, voir Mason.
Mason City est une petite ville du comté de Mason, dans l'Illinois, aux États-Unis. Fondée le 29 septembre 1857, elle est incorporée le 23 août 1872.

## Démographie
Lors du recensement de 2010, la ville comptait une population de 2 343 habitants. Elle est estimée, en 2016, à 2 148 habitants.

## Personnalités
- Gordon Buehrig, designer automobile.
- John Fahay (en), joueur de football américain.
- John Means (en), comédien.
- Clyde E. Stone (en), juriste.
- Joe Sullivan (en), joueur de baseball.

## Source de la traduction
- (en) Cet article est partiellement ou en totalité issu de l’article de Wikipédia en anglais intitulé « Mason City, Illinois » (voir la liste des auteurs).